# Jewhenija Sawranska
Jewhenija Sawranska (hebräisch בגניה סברנסק, ukrainisch Євгенія Савранська, engl. Transkription Yevgenia Savranska; * 20. Februar 1984 in der Ukrainischen SSR, Sowjetunion) ist eine ehemalige ukrainische Tennisspielerin.

## Karriere
Sawranska gewann während ihrer Karriere acht Einzel- und elf Doppeltitel des ITF Women’s Circuits. Auf der WTA Tour sah man sie erstmals im Hauptfeld bei den Internationaux de Strasbourg 2008 zusammen mit Mihaela Buzărnescu im Doppel, wo sie ihr Erstrundenmatch gegen Casey Dellacqua/Natalie Grandin mit 2:6 und 3:6 verlor.
Sie spielte 2003 für die israelische Fed-Cup-Mannschaft eine Partie im Doppel, die sie verlor.
Außerdem stand sie 2007 im Kader des TEC Waldau, der in der 1. Tennis-Bundesliga antrat.

## Turniersiege

### Einzel
| Nr. | Datum          | Turnier               | Kategorie   | Belag     | Finalgegnerin      | Ergebnis       |
| --- | -------------- | --------------------- | ----------- | --------- | ------------------ | -------------- |
| 1.  | Dezember 2001  | Ashkelon              | ITF $10.000 | Hartplatz | Chantal Coombs     | 4:6, 6:3, 6:0  |
| 2.  | Februar 2002   | Faro                  | ITF $10.000 | Hartplatz | Giulia Meruzzi     | 6:3, 6:1       |
| 3.  | Mai 2002       | Tel Aviv              | ITF $10.000 | Hartplatz | Shahar Peer        | 7:5, 1:6, 6.4  |
| 4.  | September 2002 | Cuneo                 | ITF $10.000 | Sand      | Vittoria Maglio    | 6:1, 6:3       |
| 5.  | Oktober 2002   | Haifa                 | ITF $10.000 | Hartplatz | Maria Gugel        | 6:0, 6:0       |
| 6.  | September 2005 | Durmersheim           | ITF $25.000 | Sand      | Adriana Barna      | 2:6, 7:5, 6:1  |
| 7.  | Juli 2006      | Périgueux             | ITF $25.000 | Sand      | Pauline Parmentier | 1:6, 7:63, 6:2 |
| 8.  | Juli 2006      | Vaihingen (Stuttgart) | ITF $25.000 | Sand      | Monica Niculescu   | 7:64, 7:5      |

### Doppel
| Nr. | Datum        | Turnier                 | Kategorie   | Belag           | Partnerin           | Finalgegnerinnen                         | Ergebnis       |
| --- | ------------ | ----------------------- | ----------- | --------------- | ------------------- | ---------------------------------------- | -------------- |
| 1.  | März 2002    | Makarska                | ITF $10.000 | Sand            | Tina Hergold        | Ivana Abramović Lenka Tvarošková         | 5:7, 6:3, 7:5  |
| 2.  | März 2002    | Makarska                | ITF $10.000 | Sand            | Tina Hergold        | Silvia Disderi Zuzana Hejdová            | 6:3, 7:5       |
| 3.  | Juli 2002    | Le Touquet              | ITF $10.000 | Sand            | Evghenia Ablovatchi | Audrey Hernandez Amandine Singla         | 6:2, 6:3       |
| 4.  | Oktober 2002 | Ramat HaSahron          | ITF $10.000 | Hartplatz       | Yael Glitzenshtein  | Melissa Berry Natalie Neri               | 6:74, 6:2, 6:3 |
| 5.  | Mai 2004     | Istanbul                | ITF $10.000 | Hartplatz       | Iryna Kurjanowitsch | Hana Šromová Gabriela Velasco Andreu     | 6:3, 6:4       |
| 6.  | Juli 2004    | Horb am Neckar          | ITF $10.000 | Hartplatz       | Maria Arkhipova     | Janette Bejlková Yuan Meng               | 6:4, 6:3       |
| 7.  | Juli 2005    | Toruń                   | ITF $25.000 | Sand            | Nadseja Astrouskaja | Zuzana Hejdová Joanna Sakowicz-Kostecka  | 6:1, 7:5       |
| 8.  | Juli 2005    | Les Contamines-Montjoie | ITF $25.000 | Hartplatz       | Nadseja Astrouskaja | Nina Brattschikowa Ekaterina Kosminskaya | 6:1, 2:6, 6:4  |
| 9.  | Juli 2006    | Darmstadt               | ITF $25.000 | Sand            | Monica Niculescu    | Daniela Klemenschits Sandra Klemenschits | 1:6, 6:0, 6:1  |
| 10. | Februar 2007 | Belfort                 | ITF $25.000 | Teppich (Halle) | Iryna Kurjanowitsch | Veronika Chvojková Eva Hrdinová          | 6:3, 7:5       |
| 11. | April 2007   | Biarritz                | ITF $25.000 | Sand            | Jewgenija Rodina    | Jekaterina Iwanowa Iryna Kurjanowitsch   | 2:6, 6:1, 6:3  |